# Senftenbach (Antiesen)
Der Senftenbach ist ein Bach im oberösterreichischen Bezirk Ried im Innkreis. Er entspringt mehreren Quellen in Ursprung, Gemeinde Eitzing, und durchfließt in einer Talniederung die Gemeinde Senftenbach. Er fließt unterhalb des Schlossgartens von St. Martin im Innkreis in die Antiesen.

## Geschichte und Verbauung
Der Senftenbach wurde erstmals im Jahr 1151 („riuus … Semftinbach“) urkundlich erwähnt. Der Name leitet sich vom althochdeutschen *zi senftin bache „zum/am sanften/langsam fließenden Bach“ ab.
Die Reichersberger Chorherrn begannen im 11. Jahrhundert, den Senftenbach in St. Ulrich, einer Ortschaft der Gemeinde Senftenbach, mit einem Wehr, genannt Eiserne Schiene, ca. 2 km umzuleiten. Eine Urkunde aus dem Jahre 1151 berichtet von der Umleitung des Senftenbaches zum Kloster Reichersberg für 30 Jahre. In 30 Jahren Bauzeit wurde der Reichersberger Bach neu errichtet und an den schon bestehenden Hartbach angeschlossen. Dieser bauliche Eingriff im Hochmittelalter wurde vom Stift Reichersberg veranlasst, um einerseits die feuchten Auwiesen der Talwasserscheide Hartbach–Senftenbach im Umfeld des heutigen Schlosses Arco-Zinneberg trockenzulegen und auch, um die Wasserversorgung des Stiftes sicherzustellen.
Der neu gegrabene Bach verlief nicht nur über den Grund der Reichersberger Klosters, sondern auch über fremde Grundstücke. Daher schloss Gerhoch von Reichersberg 1151 einen Vertrag mit dem Hochstift Bamberg über die Ableitung des Senftenbachs nach Reichersberg über Bamberger Grundbesitz.
Durch die umfassende Umleitung bringt der Senftenbach nur mehr marginales Restwasser zur Antiesen.